# Nycticeius
Nycticeius — рід ссавців родини лиликових.
Містить 3 види:
- Nycticeius aenobarbus (Temminck, 1840)
- Nycticeius cubanus (Gundlach, 1861)
- Nycticeius humeralis (Rafinesque, 1818) — типовий вид